# Catedral de la Inmaculada Concepción (Neiva)
La Catedral de la Inmaculada Concepción de Neiva es el nombre que recibe un edificio religioso afiliado a la Iglesia católica dedicado a la Virgen María en su advocación de la Inmaculada Concepción, patrona de Neiva desde 1612, año en que, en su tercera fundación, se puso a la ciudad bajo la advocación de Nuestra Señora de la Limpia Concepción del Valle de Neiva. El templo, que sigue el rito romano es la iglesia madre de la Diócesis de Neiva (Dioecesis Neivensis) que fue establecida en 1972 por el papa Pablo VI. 
Está ubicada en la ciudad de Neiva en el departamento del Huila en la parte suroccidental del país sudamericano de Colombia. La iglesia está ubicada en el costado sur del parque Santander, en pleno corazón de Neiva.
A pesar de remontarse la historia del templo en los primeros años de existencia en Neiva, es a finales del siglo XVIII que se le menciona por primera vez, cuando por su avanzado estado de deterioro se decidió emprender la reconstrucción que determinaría sus actuales características.
El templo, con orígenes en la época virreinal, actualmente es una construcción de estilo neogótico de planta rectangular que mantiene la proporción 1.5, coro y presbiterio separado de la nave por medio de arco toral. Cuenta con torre campanario adosado sobre la fachada principal al costado izquierdo de la nave conformada por cuatro cuerpos y terminada en pirámide.
En 2019 fue restaurada la fachada por el arquitecto Fernando Murillas realizando restitución de piezas faltantes, lavado e impermeabilizado exterior y pintura de cornisas.

## Referencias

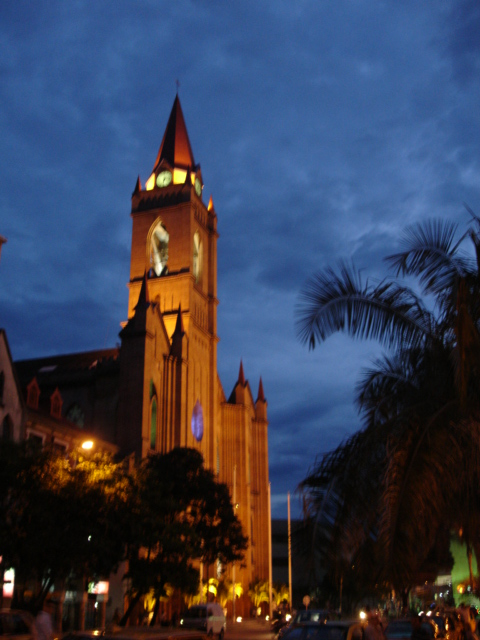
Apariencia del templo en horas de la noche.